# Aproximante postalveolar sonora
La Aproximante postalveolar sonora es una consonante oral usada en varias lenguas del mundo, su símbolo en el AFI es [ɹ̠] "ɹ con diacrítico retraído, con el X-SAMPA de r\_-, también puede ser representada como <ж>, <ɹ̈> u <ɻ̟>.

## Características
Punto de articulación: Su punto de articulación es palatoalveolar o postalveolar, lo que significa que se producirá el sonido posterior en la cresta alveolar.
Modo de articulación: Su modo de articulación es aproximante, lo que indica que el aire no tendrá una oclusión completa o significativa; como las oclusivas o fricativas, a menudo las aproximantes se denominan como semivocales
Fonación: Su fonación es sonora, lo que nos dice que las cuerdas vocales vibrarán en la producción de éste sonido.

## Ocurre en
En el Inglés este sonido es la forma más aceptada de representar <r>, pues aunque pueden haber variaciones según el dialecto; como [ɹ], o [ɻ], la pronunciación recibida prefiere el fonema postalveolar.
| Idioma  | Idioma                                 | Palabra       | AFI       | Significado        | Notas |
| ------- | -------------------------------------- | ------------- | --------- | ------------------ | --- |
| Inglés  | Australiano                            | red           | [ɹ̠ʷed]    | 'rojo'             | A menudo labializado. También puede ser un aproximante retroflejo labializado. Por conveniencia, a menudo se transcribe como ⟨r⟩. Ver Fonología del inglés australiano, Fonología del inglés, Rotacismo |
| Inglés  | La mayoría de los dialectos americanos | red           | [ɹ̠ʷɛd]ⓘ   | 'rojo'             | A menudo labializado. También puede ser un aproximante retroflejo labializado. Por conveniencia, a menudo se transcribe como ⟨r⟩. Ver Fonología del inglés australiano, Fonología del inglés, Rotacismo |
| Inglés  | Pronunciación recibida                 | red           | [ɹ̠ʷɛd]ⓘ   | 'rojo'             | A menudo labializado. También puede ser un aproximante retroflejo labializado. Por conveniencia, a menudo se transcribe como ⟨r⟩. Ver Fonología del inglés australiano, Fonología del inglés, Rotacismo |
| Igbo    | Igbo                                   | rí            | [ɹ̠í]      | 'comer'            | |
| Malayo  | Malayo                                 | راتوس / ratus | [ɹ̠ä.tos]  | 'cien'             | Más comúnmente vibrante [r] o flap [ɾ]. Ver Idioma malayo |
| Maltés  | Algunos dialectos                      | malajr        | [mɐˈlɐjɹ̠] | 'rápidamente'      | Aparece en otros dialectos. |
| Shipibo | Shipibo                                | roro          | [ˈd̠ɹ̠o̽ɾ̠o̽]  | 'romper a pedazos' | Consonante preoclusiva Realización posible inicialmente de /r/. |

Como alofono de otros sonidos róticos, [ɹ] ocurre en Edo, Fula,  y Palauano.